# Angela Lynn Douglas
Angela Lynn Douglas (Washington, D. C., 1943 – 2007) foi uma ativista, jornalista e cantora transgênero norte-americana. Ela era uma mulher transgênero que se apresentou como musicista de rock e foi uma figura pioneira proeminente no ativismo transexual durante a década de 1970. Ela fundou a Organização da Ação Transexual (TAO, em inglês), a primeira organização trans internacional. Ela escrevia artigos sobre o estado da política trans, na época, para as revistas Berkeley Barb, The Advocate, Bay Area Reporter, Come Out! e Everywoman, além da Mirage e Moonshadow Bulletin, da TAO. Ela expressou atitudes racistas em vários momentos de sua vida e, em um ponto, tornou-se ativa no partido nazista.

## Primeiros anos
Douglas nasceu em Detroit em 1943, filha de imigrantes húngaros. Seu pai trabalhava na Inteligência da Força Aérea e sua mãe trabalhava para a AEC, CIA e DEA. Ela estudou na Hialeah High School, onde conheceu sua futura esposa Norma Arcadia Rodríguez. Em 1962, ela se casou com Rodríguez, apesar das objeções da família. Em 1967, Rodríguez, grávida, deixou Douglas para buscar um relacionamento lésbico com Joan Black.

## Ativismo LGBTQ
Em 1969, Douglas se assumiu como uma mulher trans e se tornou ativa na Frente de Libertação Gay de Los Angeles, saindo em 1970 devido à relutância dentro da GLF em vincular a homossexualidade com a transexualidade e ao fato de não apoiarem a campanha por uma clínica transexual em Los Angeles.
A revista The Advocate publicou a manchete "Gay Lib sobrevive a ataque de fúria", detalhando sua saída da GLF para fundar a TAO, embora tenha se identificado com o gênero errado. Mais tarde, ela escreveu para a mesma revista em 1973 para defender Sylvia Rivera, criticando sua exclusão do movimento dominante pelos direitos gays e a exclusão de pessoas trans do Orgulho. Ela denunciou os "ataques ao transexualismo e ao travestismo feitos por líderes feministas lésbicas, como Jean O'Leary", e concluiu o artigo afirmando que "é encorajador encontrar tantos transexuais e travestis dispostos a derrubar as cruzes que foram usadas para queimar e crucificar Joana d'Arc e Christine Jorgensen, entre inúmeras outras, e bater em seus opressores na cabeça com elas".

## Organização da Ação Transexual

### Los Angeles (1970–1972)
Em 1970, Douglas fundou a Organização de Ação Transexual e Travesti (TAO, posteriormente Organização de Ação Transexual) para ampliar e apoiar as pessoas trans e suas lutas. Sua sede original ficava em Los Angeles.
A TAO era uma organização radical e militante, que convocava protestos de confronto e manifestações de rua. As primeiras ações incluíram o bloqueio da entrada de uma exibição do filme Myra Breckinridge para protestar contra a representação de uma transexual por um ator cisgênero no filme, e contra a recusa das autoridades de assistência social de Los Angeles em continuar a ajudar "homens vestidos de mulheres".
Em 1970, o TAO convenceu o Partido da Paz e da Liberdade da Califórnia a incluir "o direito de determinar os usos do próprio corpo, como em operações de mudança de sexo e outros" na sua plataforma e o Partido Socialista dos Trabalhadores a denunciar as prisões por "travestismo".
Como parte da "segunda onda" mais radical de ativismo transgênero, a organização se manifestou contra o sexismo, trabalhou com grupos de libertação feminina e manteve contato com a GLF. Em uma carta à revista Playboy, ela escreveu que a TAO apoiava "tanto a libertação gay quanto a libertação feminina: acreditamos que todas as vítimas de preconceito e discriminação devem trabalhar juntas para mudar esta sociedade". Além de lutas materiais, o grupo apelou e citou apoio extraterrestre.
Douglas anunciou que o TAO não apoiaria mais o Partido dos Panteras Negras devido à sua recusa em responder às preocupações das lésbicas e do sexismo na Convenção Constitucional do Povo Revolucionário na Universidade Temple, na Filadélfia, em setembro de 1970.
Em 1971, a TAO foi renomeada para Organização de Ação Transexual, declarando que alguns transexuais se autodenominam travestis por simplicidade, mas distinguindo os transexuais como aqueles que vivem como são permanentemente e os travestis que se vestem temporariamente e depois voltam a viver como homens.
No mesmo ano, Douglas foi preso por "travestismo" em Miami. O juiz rejeitou a acusação, classificando-a como uma "prisão injusta", mas não se pronunciou sobre a constitucionalidade da portaria.

### Miami (1972–1978)
Em 1972, Douglas mudou-se para Miami para criar outra filial da TAO com Collete Tisha Goudie, Tara Carn e Kimberly Elliot. Esta filial concentrou-se fortemente na brutalidade policial contra mulheres trans e criou uma "força de segurança" para divulgar prisões, espancamentos e abusos sexuais de pessoas trans pela força policial.
Douglas também organizou e publicou o boletim informativo Moonshadow e a revista Mirage, que relatavam o ativismo do TAO e notícias nacionais sobre pessoas trans; foi impressa de 1972 a 1980.
Quando a Associação Psiquiátrica Americana retirou a homossexualidade como diagnóstico psiquiátrico em 1973, a TAO apelou para que também retirasse o transexualismo da lista.
No entanto, ela começou a fazer acusações mais estranhas, como a de que a CIA havia criado a clínica de gênero Johns Hopkins e estava trabalhando com a Fundação Educacional Erickson, um grupo que ela criticou por se concentrar demais na assimilação.
O Dr. John Ronald Brown ofereceu a Mirage vários milhares de dólares em troca de sua promoção pública, o que Douglas aceitou.
A TAO rompeu relações com a Aliança de Ativistas Gays de Miami depois que o grupo se recusou a incluir transexuais em um processo contra a brutalidade policial em Miami Beach.
Em 1974, Douglas deixou o cargo de presidente da TAO, com Barbara Rosello assumindo a organização. Na época, a TAO havia começado a incluir mais homens trans e tinha filiais em São Francisco, Filadélfia, Chicago, Atlanta, Orlando, Jacksonville, Miami Beach e até mesmo no exterior, na Inglaterra, Canadá e Irlanda do Norte.
Em 1976, Douglas mudou-se para Berkeley, dissolvendo formalmente o TAO em 1978.

## Últimos anos
Em 1977, Douglas escreveu uma carta satírica ao jornal lésbico Sister sobre como as mulheres transexuais eram superiores às mulheres cisgênero e as substituiriam quando a tecnologia e a ciência médica permitissem que mulheres trans dessem à luz, em resposta à demissão de Sandy Stone da Olivia Records. Isso foi citado como evidência séria de que mulheres trans odiavam mulheres cisgênero por Janice G. Raymond em The Transsexual Empire, o que levou a críticas de desonestidade intelectual por citação incorreta.
Devido à sua popularidade como musicista de rock e escritora, ela enfrentou muitas especulações sobre sua transição cirúrgica, que foi concluída por John Ronald Brown em 1977. No entanto, ela disse que os resultados a deixaram mutilada e ajudaram a prendê-lo.
Em 1978, Stan Grossman, da Newcastle Publishing Company, lucrou com a publicação dela em uma revista pornográfica, usando fotos eróticas dela antes e depois da operação, sem pagar royalties. Douglas tentou processá-lo, mas os resultados são desconhecidos.
Entre 1978 e 1979, Douglas tornou-se uma participante ativa na política nazista dos EUA e adotou visões extremamente racistas, sugerindo, mais tarde, que sua mudança para a extrema direita foi causada pelo controle mental de seus inimigos.
Em 1982, Douglas voltou a viver como homem. Em 1991, após ganhar 232,5 mil dólares na loteria, voltou a viver como Angela e se mudou para Palm Beach, na Flórida. Em 1992, ficou sem dinheiro e, após sofrer um derrame, teria continuado a viver como homem.
Douglas também publicou de forma independente as autobiografias Triple Jeopardy: The Autobiography of Angela Lynn Douglas em 1983 e Hollywood's Obsession em 1992, onde afirmou que a maioria das representações de transexuais na mídia eram baseadas em sua vida. Relatos históricos observam uma degradação de sua saúde mental com o passar do tempo, afirmando em "Triple Jeopardy" que seu amigo Randy Towers era um "ET reptiliano e transexual" que viera à Terra para "ajudar transexuais humanos" e que Angela Davis passou anos personificando Douglas.
Douglas usou linguagem racista e sexualizante em relação a pessoas negras e latinas. Em Triple Jeopardy, Douglas se apresentou como alguém que desafiou as concepções racistas de seus familiares. No entanto, suas representações de Rodriguez eram altamente sexualizadas, e ela comentou que Rodriguez era inteligente apesar de ser cubano. Douglas afirmou que a vida para transexuais na prisão é semelhante ao mundo exterior, já que "o negro, latino ou qualquer um mais ignorante ainda está acima de nós e pode controlar nossas vidas em grande medida, com todo o peso de uma sociedade e sistema legal sexista e insensível do seu lado."
Em 2007, Douglas morreu de complicações cardíacas.